# Nabacalis
Nabacalis est une commune sur la côte Est de Demerara, dans la région de Demerara-Mahaica. C'est une région de faible altitude, proche de la côte, qui est sujette à des inondations à la saison des pluies.
La commune est desservie par l'hôpital « Dr CC Nicholson », mais à partir de 2012, il n'était pas doté de médecins à plein temps. L'hôpital a été créé comme un centre médical en 1994 grâce à des fonds provenant de la Cyril Charles Nicholson Fondation de Londres et le gouvernement a commencé à mettre à jour en 2003 pour donner aux résidents de Nabacalis et des communes voisines, une alternative à Georgetown pour les soins.
L'artiste Emerson Samuels est né et a grandi ici, et étudié à l'école méthodiste Golden Grove. Le chef d'orchestre Rudolph Dunbar est également de la ville.